# 부여군의 향토문화유산 (제1호 ~ 제100호)
부여군의 향토문화유산은 「문화재보호법」및 「충청남도 문화재 보호 조례」에 따라 국가나 도지정문화재로 지정되지 않은 것 가운데 인위적·자연적으로 형성된 향토적인 문화유산으로서 역사적·학술적·예술적·경관적 가치가 큰 것을 말하며 그 유형은 다음 각 목과 같다.
1. 향토유형문화유산: 건조물, 전적, 회화, 조각, 성곽, 명승지, 동·식물자생지, 민속자료, 고고학적 자료 등 유형의 문화적 소산으로서 향토문화유산 보존에 필요한 것
2. 향토무형문화유산: 연극, 음악, 무용, 공예기술, 의식, 음식 등 무형의 문화적 소산으로서 향토문화유산 보존에 필요한 것

## 제1호 ~ 제100호
| 번호  | 그림 | 명칭                                       | 소재지                               | 소유자 (관리자)          | 지정·해제일자                                                              | 비고 |
| ----- | ---- | ------------------------------------------ | ------------------------------------ | ------------------------ | -------------------------------------------------------------------------- | ---- |
| 1호   |      | (미상)                                     | 부여군                               |                          |                                                                            |      |
| 2호   |      | (미상)                                     | 부여군                               |                          |                                                                            |      |
| 3호   |      | (미상)                                     | 부여군                               |                          |                                                                            |      |
| 4호   |      | (미상)                                     | 부여군                               |                          |                                                                            |      |
| 5호   |      | (미상)                                     | 부여군                               |                          |                                                                            |      |
| 6호   |      | (미상)                                     | 부여군                               |                          |                                                                            |      |
| 7호   |      | (미상)                                     | 부여군                               |                          |                                                                            |      |
| 8호   |      | 임천 유태사 묘                             | 부여군 임천면 군사리 산1-1           | 유림                     | 1992년 5월 6일 지정                                                        |      |
| 9호   |      | 충화 오덕사 어필각                         | 부여군 충화면 오덕리 284             | 오덕사                   | 1995년 6월 1일 지정                                                        |      |
| 10호  |      | (미상)                                     | 부여군                               |                          |                                                                            |      |
| 11호  |      | (미상)                                     | 부여군                               |                          |                                                                            |      |
| 12호  |      | (미상)                                     | 부여군                               |                          |                                                                            |      |
| 13호  |      | 부여 조왕사 석탑                           | 부여군 부여읍 동남리 20-3            | 조왕사                   | 1995년 6월 1일 지정                                                        |      |
| 14호  |      | 은산 도천사 사적비                         | 부여군 은산면 대양리 455             | 정경채                   | 1995년 6월 1일 지정                                                        |      |
| 15호  |      | 구룡 독락정지                              | 부여군 구룡면 금사리 276-3           | 서림이씨종중             | 1995년 6월 1일 지정                                                        |      |
| 16호  |      | 홍산 영모당                                | 부여군 홍산면 조현리 309             | 경주김씨종중             | 1995년 6월 1일 지정                                                        |      |
| 17호  |      | 부여 함양박씨 재실                         | 부여군 부여읍 신정리 21              | 함양박씨종중             | 1995년 6월 1일 지정                                                        |      |
| 18호  |      | (미상)                                     | 부여군                               |                          |                                                                            |      |
| 19호  |      | (미상)                                     | 부여군                               |                          |                                                                            |      |
| 20호  |      | (미상)                                     | 부여군                               |                          |                                                                            |      |
| 21호  |      | (미상)                                     | 부여군                               |                          |                                                                            |      |
| 22호  |      | (미상)                                     | 부여군                               |                          |                                                                            |      |
| 23호  |      | (미상)                                     | 부여군                               |                          |                                                                            |      |
| 24호  |      | 은산 금공리 산신도                         | 부여군 부여읍 동남리 16-1            | 금공마을회               | 1998년 12월 30일 지정                                                      |      |
| 25호  |      | 충화 팔충사                                | 부여군 충화면 지석리 369             | 부여군                   | 1998년 12월 30일 지정                                                      |      |
| 26호  |      | 충화 지석리 고인돌                         | 부여군 충화면 지석리 369-1           | 송기준                   | 1998년 12월 30일 지정                                                      |      |
| 27호  |      | (미상)                                     | 부여군                               |                          |                                                                            |      |
| 28호  |      | (미상)                                     | 부여군                               |                          |                                                                            |      |
| 29호  |      | 은산 도천사지                              | 부여군 은산면 대양리 455             | 정경채 외                | 1999년 12월 28일 지정                                                      |      |
| 30호  |      | 은산 박경후 영정                           | 부여군 은산면 가곡리 132             | 박병호                   | 1999년 12월 28일 지정                                                      |      |
| 31호  |      | 규암 나복리 고인돌                         | 부여군 규암면 나복리 731             | 이중진                   | 2001년 1월 3일 지정                                                        |      |
| 32호  |      | 세도 귀덕리 고인돌                         | 부여군 세도면 귀덕리 산9             | 임명병                   | 2001년 1월 3일 지정                                                        |      |
| 33호  |      | 양화 오량리 고인돌                         | 부여군 양화면 오량리 산41-7          | 윤여동                   | 2001년 1월 3일 지정                                                        |      |
| 34호  |      | 석성 석성리 고인돌군                       | 부여군 석성면 석성리 552             | 강봉완                   | 2001년 1월 3일 지정                                                        |      |
| 35호  |      | 구룡 태양리 고인돌군                       | 부여군 구룡면 태양리 산27-3          | 이환수                   | 2001년 1월 3일 지정                                                        |      |
| 36호  |      | 남면 송암리 고인돌군                       | 부여군 남면 송암리 21-1              | 이병삼                   | 2001년 1월 3일 지정                                                        |      |
| 37호  |      | 남면 내곡리 고인돌                         | 부여군 남면 내곡리 215-31            | 재경원                   | 2001년 1월 3일 지정                                                        |      |
| 38호  |      | 장암 북고리 고인돌                         | 부여군 장암면 북고리 산9-3           | 문계호 외                | 2001년 1월 3일 지정                                                        |      |
| 39호  |      | 옥산 안서리 고인돌                         | 부여군 옥산면 안서리 346-7           | 이양진                   | 2001년 1월 3일 지정                                                        |      |
| 40호  |      | 규암 함양리 고인돌                         | 부여군 규암면 함양리 323             | 농림축산식품부           | 2001년 1월 3일 지정                                                        |      |
| 41호  |      | 충화 현미리 고인돌                         | 부여군 충화면 현미리 681             | 건설교통부               | 2001년 1월 3일 지정                                                        |      |
| 42호  |      | 양화 왕의영당                              | 부여군 양화면 초왕리 72              | 김종갑                   | 2001년 1월 3일 지정                                                        |      |
| 43호  |      | 장암 천진전                                | 부여군 장암면 장하리 450             | 장하마을회               | 2001년 1월 3일 지정                                                        |      |
| 44호  |      | 임천 간곡서원 (林川 艮谷書院)              | 부여군 임천면 구교리 114             | 문화유씨종중             | 2001년 1월 3일 지정                                                        |      |
| 45호  |      | 임천 가림성 고분군                         | 부여군 임천면 구교리 산21-1          | 대조사                   | 2001년 1월 3일 지정                                                        |      |
| 46호  |      | 은산 이상진 묘 및 비                       | 부여군 은산면 은산리 산1-1           | 전의이씨종중             | 2001년 1월 3일 지정                                                        |      |
| 47호  |      | 정흥인 묘역                                | 부여군 부여읍 능산리 산30-1          |                          | 2001년 1월 3일 지정, 2010년 10월 30일 해지, 충남 기념물 제182호로 승격     |      |
| 48호  |      | 은산 정득열 묘 및 비                       | 부여군 부여읍 능산리 산30-1          | 정순민                   | 2001년 1월 3일 지정                                                        |      |
| 49호  |      | 은산 홍윤성 묘 및 비                       | 부여군 은산면 경둔리 산56-1          | 남양홍씨종중             | 2001년 1월 3일 지정                                                        |      |
| 50호  |      | 내산 윤집 묘 및 신도비                     | 부여군 내산면 온해리 산19-50         | 남원윤씨종중             | 2001년 1월 3일 지정                                                        |      |
| 51호  |      | 부여 황일호 신도비 및 황진 효자각          | 부여군 부여읍 가증리 58              | 창원황씨종중             | 2001년 1월 3일 지정                                                        |      |
| 52호  |      | 부여 가탑리사지                            | 부여군 부여읍 가탑리 273-1           | 정경수 외                | 2001년 1월 3일 지정                                                        |      |
| 53호  |      | (미상)                                     | 부여군                               |                          |                                                                            |      |
| 54호  |      | 홍산 만덕교                                | 부여군 홍산면 북촌리 428             | 농림축산식품부           | 2001년 1월 3일 지정                                                        |      |
| 55호  |      | (미상)                                     | 부여군                               |                          |                                                                            |      |
| 56호  |      | 외산 무량사 부도군                         | 부여군 외산면 만수리 166             | 무량사                   | 2002년 6월 10일 지정                                                       |      |
| 57호  |      | (미상)                                     | 부여군                               |                          |                                                                            |      |
| 58호  |      | (미상)                                     | 부여군                               |                          |                                                                            |      |
| 59호  |      | (미상)                                     | 부여군                               |                          |                                                                            |      |
| 60호  |      | (미상)                                     | 부여군                               |                          |                                                                            |      |
| 61호  |      | 초촌 영천군파 세장지 석물일괄              | 부여군 초촌면 추양리 28-1            | 전주이씨어모공성명파종중 | 2002년 6월 10일 지정                                                       |      |
| 62호  |      | 임천 김문기 영정                           | 부여군 임천면 탑산리 558             | 김영규                   | 2002년 6월 10일 지정                                                       |      |
| 63호  |      | 은산 장벌리 탑제 및 동화제                 | 부여군 은산면 장벌리 419             | 보존회                   | 2002년 6월 10일 지정                                                       |      |
| 64호  |      | (미상)                                     | 부여군                               |                          |                                                                            |      |
| 65호  |      | 부여 김시생 유품 및 천하도·조선도          | 부여군 부여읍 동남리 63-4            | 김기환                   | 2003년 12월 31일 지정                                                      |      |
| 66호  |      | 세도 동곡서원 흥학당                       | 부여군 세도면 동사리 645             | 풍양조씨종중             | 2003년 12월 31일 지정                                                      |      |
| 67호  |      | 부여 월함지                                | 부여군 부여읍 쌍북리 11번지 외       |                          | 2004년 12월 22일 지정                                                      |      |
| 68호  |      | 부여 부산서원 고문서                       | 부여군 규암면 진변리 부산서원        | 규암면 진변리마을회      | 2004년 12월 22일 지정, 2014년 9월 1일 해지, 충남 문화재자료 제420호로 승격 |      |
| 69호  |      | 장암 장하리사지                            | 부여군 장암면 장하리 535번지외 8필지 | 부여군 외                | 2004년 12월 22일 지정                                                      |      |
| 70호  |      | 무량사 영산전                              | 부여군 외산면 만수리 116번지         |                          | 2004년 12월 22일 지정, 2010년 12월 30일 해제, 충남 문화재자료 413호로 승격 |      |
| 71호  |      | 규암 의혜공주 태실                         | 부여군 규암면 함양리 97              | 규암면 함양리마을회      | 2004년 12월 22일 지정                                                      |      |
| 72호  |      | 임천 대조사 목조보살좌상                   | 부여군 임천면 구교리 761             |                          | 2005년 7월 6일 지정, 2010년 7월 30일 해제, 충남 유형문화재 205호로 승격    |      |
| 73호  |      | 부여 고란사 목조아미타여래좌상 및 보살좌상 | 부여군 부여읍 쌍북리 689             |                          | 2005년 7월 6일 지정, 2011년 7월 20일 해제, 충남 문화재자료 418호로 승격    |      |
| 74호  |      | 외산 무량사 도솔암 요사                    | 부여군 외산면 만수리 103             | 무량사                   | 2005년 7월 6일 지정                                                        |      |
| 75호  |      | 외산 무량사 도솔암 칠성각                  | 부여군 외산면 만수리 103             | 무량사                   | 2005년 7월 6일 지정                                                        |      |
| 76호  |      | 석성 정각사 부도군                         | 부여군 석성면 정각리 354             | 정각사                   | 2005년 7월 6일 지정                                                        |      |
| 77호  |      | 세도 가회리 장군제                         | 부여군 세도면 가회리 가회리보존회    | 가회리보존회             | 2005년 7월 6일 지정                                                        |      |
| 78호  |      | 부여 정기세 불망비                         | 부여군 부여읍 석목리 산18-1          | 동래정씨                 | 2005년 7월 6일 지정                                                        |      |
| 79호  |      | 충화 학음정                                | 부여군 충화면 지석리 326-2           |                          | 2005년 7월 6일 지정                                                        |      |
| 80호  |      | 부여 모선재                                | 부여군 부여읍 능산리 8-2             | 경주김씨                 | 2005년 7월 6일 지정                                                        |      |
| 81호  |      | 임천 칠산서원 목판                         | 부여군 부여읍 동남리 정림사지전시관  | 칠산서원                 | 2006년 2월 27일 지정                                                       |      |
| 82호  |      | 규암 유찬근 가옥                           | 부여군 규암면 신리 220               | 유찬근                   | 2006년 2월 27일 지정                                                       |      |
| 83호  |      | 홍산객사 은행나무                          | 부여군 홍산면 북촌리 211-1           | 부여군                   | 2006년 12월 29일 지정, 2019년 12월 2일 해제, 충남 기념물 제194호로 승격    |      |
| 84호  |      | 홍산향교 은행나무                          | 부여군 홍산면 교원리 233             | 부여군                   | 2006년 12월 29일 지정                                                      |      |
| 85호  |      | 석성동헌 탱자나무                          | 부여군 석성면 석성리 764-3           | 부여군                   | 2006년 12월 29일 지정                                                      |      |
| 86호  |      | 규암 부풍사                                | 부여군 규암면 규암리 산9-1           | 김해김씨문중             | 2006년 12월 29일 지정                                                      |      |
| 87호  |      | 내산 궁검대                                | 부여군 내산면 운치리 660-1           | 광산김씨 오옹공파        | 2007년 10월 1일 지정                                                       |      |
| 88호  |      | 임천 가림성 느티나무                       | 부여군 임천면 군사리 산1-1           | 부여군                   | 2007년 10월 1일 지정                                                       |      |
| 89호  |      | 임천관아지 소나무                          | 부여군 임천면 군사리 245             | 부여군                   | 2007년 10월 1일 지정                                                       |      |
| 90호  |      | 남면 마정리 우물                           | 부여군 남면 마정리 1091-2            | 건설교통부, 마정7리주민  | 2007년 10월 1일 지정                                                       |      |
| 91호  |      | 석성 정각사목조보살좌상                    | 부여군 석성면 정각리 산76            |                          | 2007년 지정, 2011년 7월 20일 해지, 충남 문화재자료 제417호로 승격          |      |
| 92호  |      | 부여 관음사지                              | 부여군 부여읍 가탑리 201             | 민명식                   | 2007년 12월 28일 지정                                                      |      |
| 93호  |      | 부여 밤골사지                              | 부여군 부여읍 정동리 80              | 신재원                   | 2007년 12월 28일 지정                                                      |      |
| 94호  |      | 세도 삼의정터 및 제방림                    | 부여군 세도면 반조원리 49-1번지 외   | 건설교통부 외            | 2007년 12월 28일 지정                                                      |      |
| 95호  |      | 임천 가림수                                | 부여군 임천면 군사리 12-1번지 외     |                          | 2007년 12월 28일 지정                                                      |      |
| 96호  |      | 부여 정언욱가 고문서                       | 부여군 부여읍 동남리                 | 부여군                   | 2008년 12월 15일 지정                                                      |      |
| 97호  |      | 규암 이민철 묘                             | 부여군 규암면 오수리 산22-8          | 이천수                   | 2008년 12월 15일 지정                                                      |      |
| 98호  |      | 부여 김광악 정려                           | 부여군 부여읍 가증리 365             | 경주김씨 문중            | 2008년 12월 15일 지정                                                      |      |
| 99호  |      | 부여 류승춘부부 정려                       | 부여군 부여읍 염창리 564-2           | 문화류씨 문중            | 2008년 12월 15일 지정                                                      |      |
| 100호 |      | 정암리 청도김씨 정려                       | 부여군 장암면 정암리 171             | 청도김씨 문중            | 2008년 12월 15일 지정                                                      |      |

## 참고 문헌
- 부여군 홈페이지 - 고시/공고